# Thomas George Bromilow
Thomas "Tom" George Bromilow (Liverpool, 7 d'octubre de 1894 - Nuneaton, 4 de març de 1959) va ser un jugador i entrenador de futbol anglès, conegut principalment per ser centre esquerra al Liverpool FC entre 1919 i 1930. Va participar dels títols de lliga del conjunt anglès de principis de la dècada de 1920.

## Biografia
Nascut a West Derby, Liverpool, Bromilow va fitxar pel Liverpool després que, amb 24 anys, es presentés a Anfield una tarda demanant per fer una prova. Feia poc que havia estat desmobilitzat per l'exèrcit. George Patterson, entrenador assistent del conjunt anglès aquella època, va acceptar fer-li una prova, quedant impressionat per la qualitat del jove, i contractant-lo per jugar amb l'equip.
Bromilow va debutar el 25 d'octubre de 1919 a Turf Moor en un partit que els Reds van guanyar per 2-1 al Burnley, pertinent a la primera divisió anglesa; el seu primer gol l'aconseguí al minut 57 d'un partit, disputat el 24 de gener de 1920, en el qual el Liverpool es va imposar per 3-0 a Burnden Park al Bolton Wanderers. Aviat Bromilow es va consolidar com a titular a l'alineació del Liverpool, que va aconseguir guanyar els títols de lliga les temporades 1921-22 i 1922-23. Amb les seves entrades i distribucions de pilota, Bromilow era considerat el cervell de l'equip, aconseguint a més la convocatòria amb la selecció anglesa només tres anys després de començar la seva carrera esportiva. Va seguir com a peça clau fins a finals de la dècada, servint a més com a capità. En total va disputar cinc partits amb Anglaterra, entre 1921 i 1925.
Un cop retirat, Bromilow va iniciar la seva carrera com a entrenador, començant a Amsterdam l'estiu de 1930. L'octubre de 1932 va ser nomenat com a nou entrenador del Burnley, convertint-se en el primer mànager del conjunt anglès en aver estat jugador abans d'entrenar, mantenint el càrrec fins a l'any 1935. Posteriorment també entrenaria el Crystal Palace (en dues etapes), el Newport County (també en dues etapes) i el Leicester City.
El 2006 fou inclòs en la llista dels 100 jugadors que van sacsejar la graderia (100 Players That Shook The Kop), rànquing realitzat pels aficionats del Liverpool FC a la seva pàgina oficial.
Bromilow va morir sobtadament en un tren el març de 1959 mentre observava jugadors pel Leicester City.